# Pujols, Lot-et-Garonne
Pujols är en kommun i departementet Lot-et-Garonne i regionen Nouvelle-Aquitaine i sydvästra Frankrike. Kommunen ligger i kantonen Villeneuve-sur-Lot-Sud som tillhör arrondissementet Villeneuve-sur-Lot. År 2022 hade Pujols 3 776 invånare.

## Befolkningsutveckling
Antalet invånare i kommunen Pujols
| Referens: INSEE |